# Балтаджи, Озкан
Озкан Балтаджи (тур. Özkan Baltacı; род. 13 февраля 1994, Измир) — турецкий легкоатлет, специализирующийся в метании молота. Чемпион летней Универсиады, участник чемпионатов мира и Европы. Участник Олимпийских игр 2020 года в Токио.

## Биография
Озкан Балтаджи родился 13 февраля 1994 года.

## Карьера
В раннем возрасте он выступал в юниорских возрастных категориях. Он выиграл серебряную медаль на чемпионате мира среди юношей 2011 года с результатом 78,63 метра (масса снаряда на этом турнире 5 кг), бронзовую медаль на Европейском юношеском олимпийском фестивале 2011 года (также с массой снаряда 5 кг), а затем занял десятое место на чемпионате мира среди юниоров 2012 года с массой снаряда 6 кг. Он также участвовал на чемпионате мира среди юниоров 2010 года и чемпионате Европы 2015 года среди спортсменов до 23 лет, но на этих соревнованиях не дошёл до финальной стадии.
Он финишировал девятым на чемпионате Европы 2016 года, выиграл серебряную медаль на Играх исламской солидарности 2017 года, финишировал пятым на Универсиаде 2017 года и занял двенадцатое место на чемпионате мира 2017 года в Лондоне. Он также выступал на чемпионате Европы 2018 года, но не попал в финал. Он выиграл золотую медаль на летней Универсиаде 2019 года с результатом 75,98 метра, которая проходила в Неаполе. При этом не сумел отобраться на Олимпийские игры 2016 года в Рио-де-Жанейро.
Его личный рекорд в метании молота — 77,50 метров, показанный в Бурсе в июне 2019 года.
Сборная Турции на летних Олимпийских играх 2020 в Токио представлена двумя спортсменами в метании молота — Озканом Балтаджи и Эшрефом Апаком. Для Озкана главной целью является выход в финальные соревнования на Играх.